# Kvasir
Kvasir (reperibile anche sotto la forma di Kwasir e Qvasir) è un personaggio della mitologia norrena. 
Dopo la guerra tra Asi e Vani, quando le due parti si riunirono per sancire tra loro la pace, sputarono in una coppa in segno di riconciliazione. Più tardi, gli Asi, non volendo far perire quel simbolo di pace, crearono un uomo da quella saliva. Questi fu Kvasir e fu l'essere più saggio mai esistito. Non vi era domanda alla quale non sapesse rispondere.
Più tardi, Kvasir partì per un viaggio per dividere con le genti la propria saggezza; fermatosi per la notte a casa di due fratelli nani, Fjalarr e Galarr, venne assassinato da questi, i quali ne raccolsero il sangue in alcune coppe e lo addolcirono con il miele. Questo composto fermentò e diede origine a un magico idromele che rendeva poeti chiunque lo bevesse.
I due fratelli, Fjalarr e Galarr, in seguito assassinarono il gigante Gillingr e sua moglie, anch'essi fermatisi per la notte a casa loro; ma non passò molto tempo che il gigante Suttungr, figlio di costoro, venne per vendicarsi della morte dei genitori. Prese i nani dalla loro casa e li portò in mezzo al mare, su una scogliera che sarebbe stata sommersa non appena fosse giunta l'alta marea, dove questi, per aver salva la vita, diedero al gigante il loro prezioso idromele.
Geloso dell'idromele, Suttungr lo depose in una caverna chiamata Hnitbjorg e ci mise a guardia sua figlia, Gunnlöð.

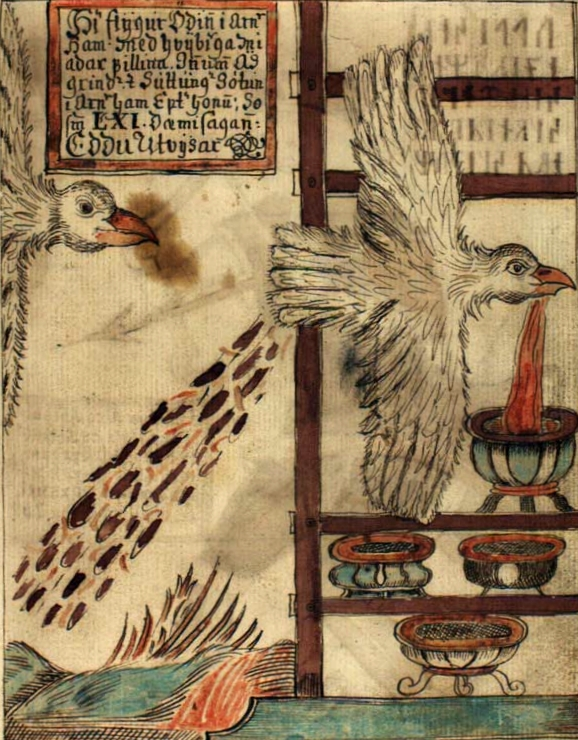
Odino sotto forma di aquila che scappa dal gigante Suttungr, vomitando l'idromele nella coppa.

Avuto notizia di questi avvenimenti dai suoi due corvi, Huginn e Muninn, Odino decise di intraprendere un viaggio per recuperare l'idromele. Cambiatosi di sembianze, si avvicinò ad un campo del fratello di Suttungr, Baugi, dove stavano lavorando nove suoi servitori: a costoro propose di affilare i falcetti, e questi acconsentirono. Odino affilò con tale maestria le roncole, che i contadini gli proposero di comprargli quella cote. Egli accettò, e lanciò in aria la pietra: i servitori, desiderosi di averla per sé, si sbracciarono per prenderla e con i falcetti si uccisero a vicenda. 
Arrivato sul campo, Baugi si disperò per la sua disgrazia. Odino si propose di lavorare per tutta l'estate per lui, usando il nome fittizio di Bölverkr, facendo il lavoro di nove uomini, e in cambio chiese solo tre sorsi dell'idromele del fratello; non intuendo il raggiro di Odino, Baugi accettò, e alla fine del periodo di lavoro andò a chiedere tre sorsi del sangue di Kvasir, a suo fratello, che rifiutò prontamente. Allora Odino propose a Baugi di rubare l'idromele ed egli accettò: mentre costui scavava un buco con una trivella, Odino si trasformò in serpente e si infilò nel buco; Baugi si sentì tradito e cercò di infilzare Odino con la trivella, ma con scarsi risultati. Il dio in seguito giacque per tre notti con la figlia di Suttungr, Gunnlöð, e ottenne da lei il permesso di bere tre sorsi: con questi vuotò l'enorme calice da tutto l'idromele e volò via, trasformandosi in aquila. Il gigante Suttungr però, avvedutosi dell'inganno, si trasformò a sua volta in aquila e inseguì il dio fino alle mura di Ásgarðr, dove giurò vendetta agli dèi, e tornò alla sua dimora.
Odino vomitò l'idromele all'interno di una coppa: ma nella fretta di scappare dal gigante Suttungr fece cadere alcune gocce fuori dalla coppa; quegli scarti di idromele, sono la fonte di ispirazione dei poeti di scarso livello, non ispirati dagli dèi. La coppa che ospitò il sangue di Kvasir venne dal quel momento in poi offerta ai guerrieri che entrano nel Valhalla, e ai poeti.

## Nell'Edda in prosa
Secondo il Gylfaginning Kvasir fu colui che suggerì agli altri dèi di usare una rete per catturare Loki, che si era trasformato in salmone per sfuggire alla punizione per essere l'uccisore di Baldr:
(Snorri Sturluson - Edda in prosa - Gylfaginning L - Traduzione di Gianna Chiesa Isnardi)
Kvasir è citato anche nello Skáldskaparmál, la seconda parte del componimento di Snorri Sturluson, e proprio in questa parte viene citato facendo riferimento alla sua generazione per mezzo degli sputi degli altri dèi.
Hann fór víða um heim at kenna mönnum fræði, ok þá er hann komat heimboði til dverga nökkurra, Fjalars ok Galars, þá kölluðu þeirhann með sér á einmæli ok drápu hann, létu renna blóð hans í tvau kerok einn ketil, ok heitir sá Óðrerir, en kerin heita Són ok Boðn. Þeirblendu hunangi við blóðit, ok varð þar af mjöðr sá, er hverr, er afdrekkr, verðr skáld eða fræðamaðr. Dvergarnir sögðu ásum, at Kvasirhefði kafnat í mannviti, fyrir því at engi var þar svá fróðr, at spyrjakynni hann fróðleiks.»
(Snorri Sturluson - Edda in prosa - Skáldskaparmál II - Traduzione di Gianna Chiesa Isnardi)

## Mitologia comparata
Il personaggio di Kvasir, dal cui sangue scaturisce l'idromele dell'ispirazione e della poesia, può essere agevolmente ricondotto al mitema della bevanda inebriante, diffusa in varie mitologie indoeuropee.
Nella mitologia indiana si narra che, durante il conflitto che oppone gli dèi superiori ai gemelli divini Nāsatya, questi ultimi rischiano di essere distrutti da Indra. A quel punto, Cyavana, un asceta legato ai Nāsatya, fabbrica con la forza della sua ascesi un gigante chiamato Mada talmente grande che minaccia di ingoiare il mondo. Subito Indra cede, viene fatta la pace, e i Nāsatya sono accolti nel consesso degli dèi (così come accadde a Njörðr e ai suoi figli, i gemelli Freyr e Freyja, dopo la guerra tra stirpi divine in Scandinavia). Cyavana a quel punto uccide Mada, lo spacca in quattro pezzi e la sua essenza si divide nelle quattro cose che inebriano l'uomo: il vino, le donne, il gioco, la caccia.
Mada è sicuramente la personificazione del dio della bevanda inebriante; il suo nome viene dal sanscrito mada ("ebbrezza") ed è corradicale con il termine norreno mjöðr ("idromele"), e un esempio di questa stretta correlazione si può vedere anche nelle lingue moderne, come l'inglese mead per idromele.
La sua uccisione corrisponde a quella di Kvasir nel mito scandinavo, il quale viene a sua volta diviso in tre parti che vengono messe in altrettanti vasi. D'altronde il nome stesso di Kvasir può essere avvicinato al kvas, bevanda leggera diffusa nei paesi slavi, prodotta con fermentazione dei vegetali. È inoltre attestato l'uso di sputare nella mistura per accelerare il processo di fermentazione.

## Curiosità
- Kvasir è il nome di un motore di ricerca norvegese.
- I testi di Kvasir possono essere trovati nel videogioco God Of War:Ragnarok sotto forma di collezionabili.